# Айгустов, Савва Васильевич
Савва Васильевич Айгустов (? — не ранее 1712 года) — участник Северной войны, за боевые отличия в Полтавском сражении произведённый в генерал-майоры.

## Биография
Айгустов вступил в службу в конце XVII века. В 1698 (или 1699) году в звании стольника вступил в должность командира Белгородского пехотного (жилого) полка, и по этому поводу был произведён Петром I в полковники.
Будучи командиром Белгородского пехотного полка «старого строя», который в 1701 году был послан во Псков в отряд Б. П. Шереметева, полковник Айгустов закалил свой полк в целом ряде походов и баталий со шведами в период 1701—1709 годов, из которых наиболее значительными были: поражение шведов у «Гумелевой мызы» (1702 год), в ходе которого Айгустов был ранен, взятие Ямбурга (1703 год), Дерпта и Нарвы (1704 год).
В 1705—1706 годах Айгустов — комендант Митавской крепости. В 1706 году он снова в действующей армии, вместе с которой обороняется в городе Гродно и участвует в последующем марше-отступлении Брест — Ковель — Киев.
Пётр I обратил внимание на службу Айгустова и в конце 1707 года произвёл его в бригадиры. Участвуя с полком в последующих операциях русской армии против шведов, Айгустов участвовал в битвах под Добрым (1708 год) и у Опашни (1709 год), но особенную доблесть выказал в «преславной баталии» под Полтавой.
Здесь на него, с двумя батальонами Белгородского полка, были возложены занятие и оборона редутов, построенных, по мысли самого Петра, для преграждения доступа шведам к укреплённому лагерю, занятому нашими главными силами. В этих редутах был, и, первый выдержал натиск шведской армии, и оборонял их геройски, за что Пётр пожаловал его из бригадиров в генерал-майоры.
В марте 1711 года Айгустов самовольно оставил вверенную ему войсковую часть и уехал в Москву. В связи с этим указом Петра I было дано особое поручение: «сыскать, где он ни будет, и вышлите к нам в армию, не мешкав, за караулом». На допросе судебной комиссии, состоявшейся 24 апреля 1712 года Айгустов заявил, что был отпущен в Москву по болезни 22 февраля 1711 года, а его «команда» передана подполковнику Хлопову. По некоторым данным Айгустов мог быть жив еще в 1720 году, так как упомянут среди «написанных на житье и в строение в СПб» (07.12.1720) и  в боярских списках (1721). 